# پلزین
پلزین (به آلمانی: Pelsin) یک منطقهٔ مسکونی در آلمان است که در آنکلام واقع شده‌است. پلزین ۳۱۶ نفر جمعیت دارد.